# Championnat de Lettonie de basket-ball
Le Championnat de Lettonie de basket-ball (en letton : Latvijas Basketbola Līga ou LBL), officiellement Pafbet LBL du nom de son sponsor, est une compétition de basket-ball qui représente en Lettonie le sommet de la hiérarchie du basket-ball. La seconde division lettone est la LBL 2. Le championnat de Lettonie de basket-ball existe depuis l'indépendance du pays en 1992.

## Historique
De 2012 à 2015, la ligue est connue sous le nom d'Aldaris Latvijas Basketbola līga pour des raisons de sponsoring, la brasserie AS Aldaris étant devenue le sponsor général de la Fédération de Lettonie de basket-ball. En 2016, la ligue a pris le nom de la marque de paris OlyBet, remplacée en 2019 par Pafbet.

## Palmarès
| Saison    | Champions        | Finalistes         | Score |
| 1992      | ASK Brocēni Riga | -                  | 2–0   |
| 1992–1993 | ASK Brocēni Riga | -                  | 3–0   |
| 1993–1994 | ASK Brocēni Riga | -                  | 3–0   |
| 1994–1995 | ASK Brocēni Riga | -                  | 4–3   |
| 1995–1996 | ASK Brocēni Riga | -                  | 4–2   |
| 1996–1997 | ASK Brocēni Riga | BK Liepajas Lauvas | 4–0   |
| 1997–1998 | ASK Brocēni Riga | BK Ventspils       | 4–1   |
| 1998–1999 | ASK Brocēni Riga | BK Ventspils       | 4–2   |
| 1999–2000 | BK Ventspils     | ASK Brocēni Riga   | 4–3   |
| 2000–2001 | BK Ventspils     | BK Barons          | 4–1   |
| 2001–2002 | BK Ventspils     | BK Skonto          | 4–0   |
| 2002–2003 | BK Ventspils     | BK Skonto          | 4–1   |
| 2003–2004 | BK Ventspils     | BK Skonto          | 4–0   |
| 2004–2005 | BK Ventspils     | BK Barons          | 4–0   |
| 2005–2006 | BK Ventspils     | BK Barons          | 4–0   |
| 2006–2007 | ASK Riga         | BK Ventspils       | 4–2   |
| 2007–2008 | BK Barons        | ASK Riga           | 4–1   |
| 2008–2009 | BK Ventspils     | BK Barons          | 4–3   |
| 2009–2010 | BK Barons        | VEF Riga           | 4–3   |
| 2010–2011 | VEF Riga         | BK Ventspils       | 4–3   |
| 2011–2012 | VEF Riga         | BK Ventspils       | 4–1   |
| 2012–2013 | VEF Riga         | BK Ventspils       | 4–1   |
| 2013–2014 | BK Ventspils     | VEF Rīga           | 4–1   |
| 2014–2015 | VEF Riga         | BK Ventspils       | 4–2   |
| 2015–2016 | Valmiera         | VEF Rīga           | 4–3   |
| 2016–2017 | VEF Riga         | BK Ventspils       | 4–0   |
| 2017–2018 | BK Ventspils     | VEF Rīga           | 4–2   |
| 2018–2019 | VEF Riga         | BK Ventspils       | 4–1   |
| 2019–2020 | VEF Rīga         | BK Ogre            |       |
| 2020–2021 | VEF Riga         | BK Ventspils       | 4–0   |
| 2021–2022 | VEF Riga         | BK Ventspils       | 4–1   |
| 2022–2023 | VEF Riga         | BK Ventspils       | 4–1   |
| 2023–2024 | VEF Riga         | Rīgas Zeļļi        | 4–1   |
| 2024–2025 | VEF Riga         | BK Ventspils       | 4–0   |

## Bilan par club
| Club             | Titres | Ville     | Année                                                                  |
| ---------------- | ------ | --------- | ---------------------------------------------------------------------- |
| VEF Riga         | 12     | Riga      | 2011, 2012, 2013, 2015, 2017, 2019, 2020, 2021, 2022, 2023, 2024, 2025 |
| BK Ventspils     | 10     | Ventspils | 2000, 2001, 2002, 2003, 2004, 2005, 2006, 2009, 2014, 2018             |
| ASK Brocēni Riga | 8      | Riga      | 1992, 1993, 1994, 1995, 1996, 1997, 1998, 1999                         |
| BK Barons        | 2      | Riga      | 2008, 2010                                                             |
| Valmiera         | 1      | Valmiera  | 2016                                                                   |
| ASK Riga         | 1      | Riga      | 2007                                                                   |